# George Jacobs (Juicios de Salem)
George Jacobs (c. 1620-1692) fue un colono inglés de la Colonia de la Bahía de Massachusetts, acusado de brujería en 1692, durante los juicios de brujas de Salem en la aldea de Salem, Massachusetts. Fue condenado y ahorcado el 19 de agosto de 1692. Su hijo, George Jacobs, Jr., fue también acusado, pero evadió la detención. Los acusadores de Jacobs incluían a su nuera y su nieta, Margaret.
El cuerpo de George fue enterrado cerca de donde fue ahorcado. En la década de 1950 se hallaron unos huesos que se creían ser los suyos. En una ceremonia celebrada en 1992, conmemorando el 300 aniversario de los Juicios de Salem, los restos de Jacobs fueron llevados al cementerio, el cual se mantiene como un sitio histórico.

## Juicio

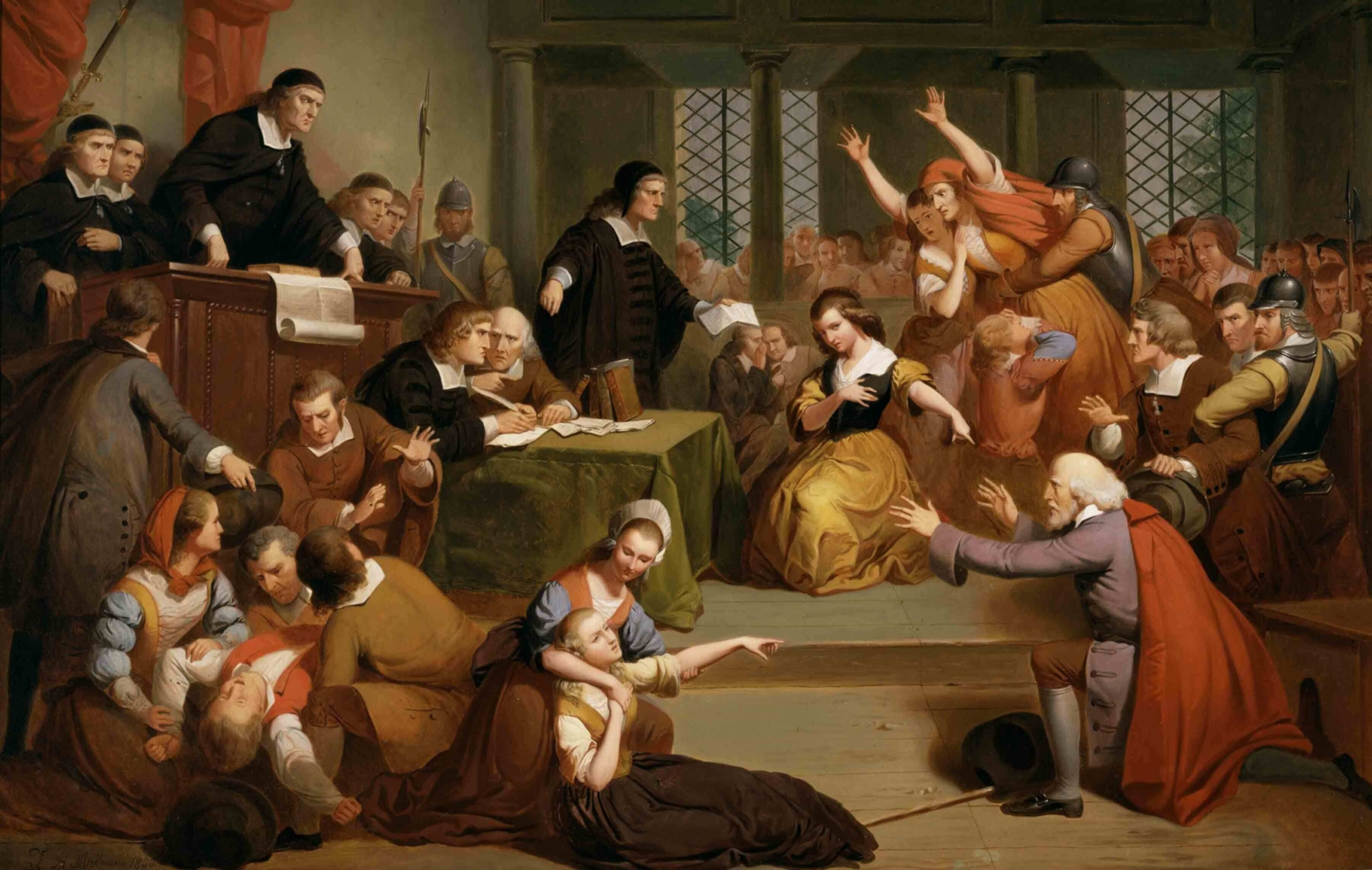
George Jacobs acusado por su nieta, una reconstrucción de su juicio por Thompkins. H. Matteson.

La imagen de la derecha, es un cuadro creado por Thompkins H. Matteson en 1855, basado en los relatos de la nieta de George Jacobs. Al mover el cursor a través de la pintura, los espectadores pueden identificar a Jacobs, que está siendo consolado por su hijo, también llamado George. La pintura se titula el Juicio de George Jacobs, 5 de agosto de 1692.
En la parte izquierda de la pintura está el Magistrado William Stoughton, que tendría más adelante tres mandatos como Gobernador de Massachusetts. El principal acusador de Jacobs era su nieta, quien lo implicó en un intento de salvar su propia vida. La nuera de Jacobs es la mujer que está de pie siendo retenida, se pensaba que estaba mentalmente enferma (un tumor cerebral). Jhon Hathorne, El juez de la acusación, era un antepasado del escritor Nathaniel Hawthorne. Sostiene un libro ante la nieta de Jacobs, como si la desafiara a sustanciar sus declaraciones anteriores. Abajo, en primer plano, dos menores sufren ataques supuestamente causados por la magia de Jacobs: La identidad del niño se desconoce, la muchacha que lo señala probablemente es la sirvienta y acusadora de Jacobs, Sarah Churchill.

## Representación en otros medios de comunicación
Jacobs aparece como un personaje secundario en la película de 1996 El Crisol, basado en la película de 1953 de Arthur Miller sobre los juicios de brujas de Salem. Fue interpretado por William Preston.

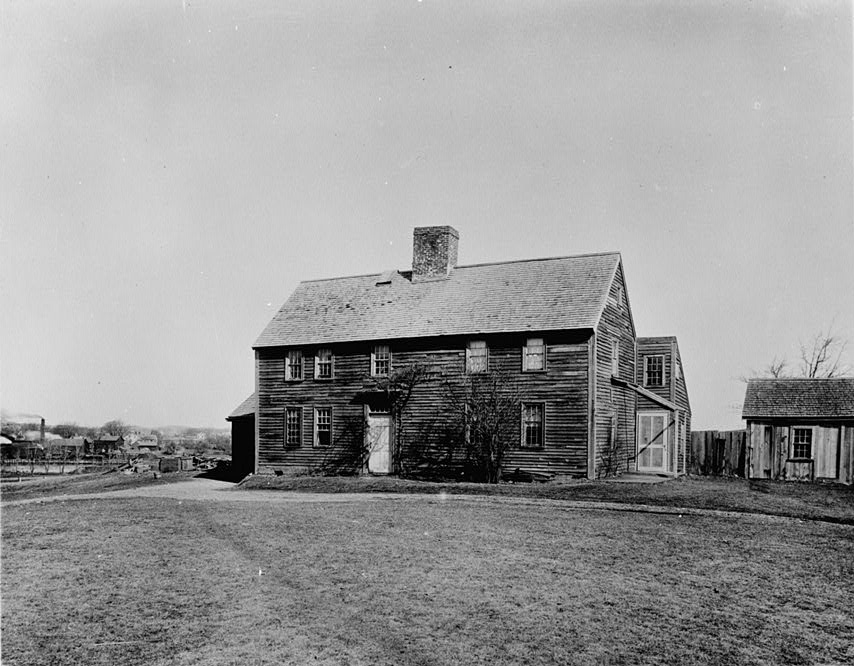
Fotografía de archivo de la casa de George Jacobs, tomada en en el siglo XIX.
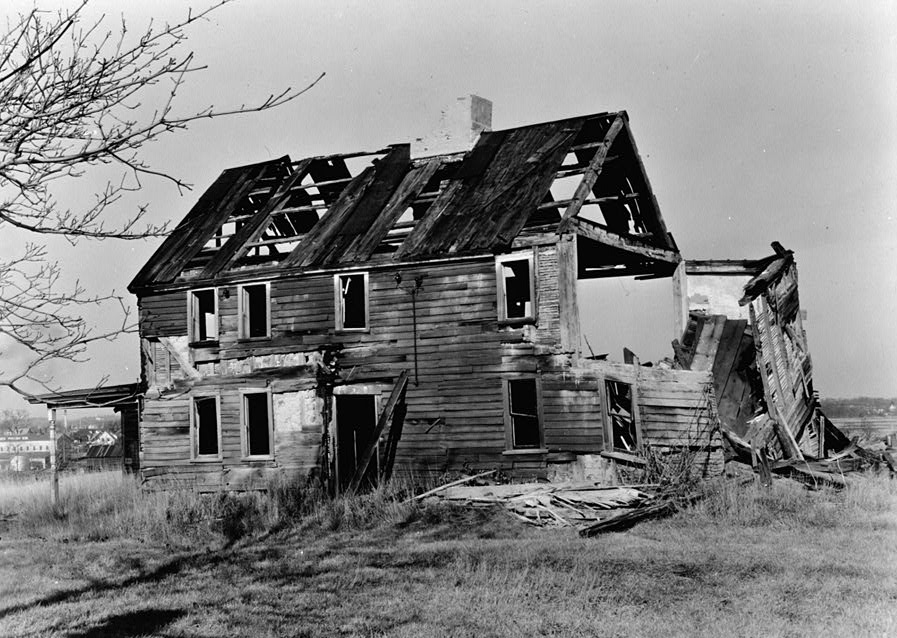
Fotografía de archivo de las ruinas de la casa tomada alrededor de 1935, antes de que se cayera en 1938.